# روت چترتن
روت چترتن (انگلیسی: Ruth Chatterton; ۲۴ دسامبر ۱۸۹۲ – ۲۴ نوامبر ۱۹۶۱) یک هنرپیشه اهل ایالات متحده آمریکا بود. وی بین سال‌های ۱۹۲۸ تا ۱۹۵۳ میلادی فعالیت می‌کرد.

## فیلم‌شناسی
از فیلم‌ها یا برنامه‌های تلویزیونی که وی در آن نقش داشته‌است می‌توان به سارا و پسرش اشاره کرد.